# Domenico Felice Antonio Cotugno

De aquaeductibus auris humanae internae anatomica dissertatio, 1775

Domenico Felice Antonio Cotugno (ur. 29 stycznia 1736, zm. 6 października 1822) – włoski lekarz i anatom.
Urodził się w Ruvo di Puglia (prowincja Bari) w biednej rodzinie. Został wysłany pod Molfettę na naukę łaciny, potem powrócił do Ruvo uczyć się logiki, metafizyki, matematyki, fizyki i nauk przyrodniczych, po czym zdecydował się na studia medyczne, które kontynuował od 1753 roku na uniwersytecie w Neapolu. Doktorat z filozofii i fizyki otrzymał w 1755, po czym został asystentem w Neapolitańskim Szpitalu dla Nieuleczalnie Chorych (Ospedale degli Incurabili). W 1761 został profesorem chirurgii i przez następne 30 lat nauczał anatomii w Neapolu. W 1808 roku otrzymał tytuł arciater. Przerwał nauczanie w 1814. W 1818 roku przeszedł udar mózgu, a kolejny w 1822 doprowadził do jego śmierci.

## Prace
- De aquaeductibus auris humane internae anatomica dissertatio. 1761, Ex typographica Sancti Thomae Aquinatis.
- De ischiade nervosa commentarius 1764
- Novis curis auctior 1769
- De sedibus variolarum syntagma 1771
- Dello spirito della medicina 1783
- Opera posthuma. 4 tomy, 1830-1832